# Pa Dibba
Pa Amat Dibba (Farafenni, 15 ottobre 1987) è un calciatore gambiano, attaccante dell'IFK Haninge.

## Carriera

### Club
Dibba è nato in Gambia, ma si è trasferito in Svezia all'età di 7 anni. Stabilitosi nel sobborgo di Brandbergen, a pochi chilometri da Stoccolma, ha giocato nella locale squadra. Durante la sua permanenza, il Brandbergen ha conquistato 4 promozioni in 5 campionati, passando dalla Division 7 (2006) alla Division 3 (2011).
All'inizio della stagione 2011 ha svolto un provino con l'Hammarby Talang, all'epoca squadra di sviluppo dell'Hammarby, ma non fu messo sotto contratto. Ha continuato così la sua esperienza al Brandbergen, ma in estate è stato firmato dal GIF Sundsvall per 3 anni e mezzo. Grazie alla promozione in Allsvenskan, l'anno successivo debutta nella massima serie svedese. Nel novembre 2014 ha prorogato il suo contratto fino al termine della stagione 2016.
A pochi mesi dalla scadenza contrattuale con il GIF Sundsvall, l'8 agosto 2016 è stato presentato come nuovo attaccante dell'Hammarby. Nel 2017 è stato il miglior marcatore stagionale dei biancoverdi, con 8 gol realizzati nel corso dell'Allsvenskan di quell'anno. Ha iniziato la stagione successiva con ancora maggiore prolificità, visti i 7 gol segnati in 10 partite fino alla pausa estiva dell'Allsvenskan per lo svolgimento dei Mondiali 2018.
Durante questo periodo, Dibba è stato ceduto allo Shenzhen FC, nella seconda lega cinese, in cambio di una cifra riportata dai media svedesi come 12 milioni di corone. Tuttavia, durante la restante parte della stagione 2018 disputa solo un match, considerando anche che le squadre cinesi potevano schierare solo tre giocatori stranieri per partita.
Nel febbraio 2019, visto il poco spazio a disposizione, è stato girato in prestito allo Shanghai Shenxin nonostante le voci su un suo ritorno all'Hammarby.
La sua parentesi cinese è terminata nel gennaio 2020 quando è approdato in Turchia all'Adana Demirspor, squadra militante nella seconda serie nazionale che in rosa aveva già il connazionale svedese Erkan Zengin. Qui Dibba ha giocato perlopiù una stagione e mezzo in 1. Lig, la seconda serie nazionale, conquistando la promozione in Süper Lig al termine della stagione 2020-2021. Dopo essere subentrato nella prima giornata della Süper Lig 2021-2022 è stato ceduto ad un'altra squadra turca, l'Eyüpspor.
Nell'agosto 2023 Dibba è tornato a far parte di una squadra svedese dopo essersi accordato con l'IFK Haninge, club di quarta serie, con un progetto a lungo termine.

### Nazionale
Dibba ha esordito con il Gambia il 13 giugno 2015, nello 0-0 in Sudafrica contro la Nazionale locale. Esattamente 4 mesi più tardi, il 13 ottobre, ha segnato il suo primo gol in Nazionale in occasione di una trasferta in Namibia.

## Palmarès

### Club

#### Competizioni nazionali
- TFF 1. Lig: 1

Adana Demirspor: 2020-2021